# Mark (designação)
A palavra mark (em inglês), seguida de um número, é um método de designar uma versão de um produto. Muitas vezes é abreviado como Mk ou M. O uso dessa palavra possivelmente se origina do uso de marcas físicas feitas para medir a altura de um objeto ou o progresso de uma tarefa. Além disso, por metonímia, a palavra "mark" é usada para indicar um nível definido de desenvolvimento.
Os tipos de produtos que usam essa convenção variam amplamente em complexidade. O conceito compartilha algumas semelhanças com a designação de "type" (em hardware), também chamada de "versionamento de software": 1.0+ (1.1, 1.12, 2.0, 3.0, etc.), usada para designar lançamentos gerais de produtos de software e outros esquemas de controle de versão. Assim, designações como "Mark I", "Mark II", "Mark III", "Mark IV", etc., passam a ser usadas como nomes próprios para pessoas e produtos.